# Leucochrysa ignatii
Leucochrysa ignatii är en insektsart som beskrevs av Navás 1923. Leucochrysa ignatii ingår i släktet Leucochrysa och familjen guldögonsländor. Inga underarter finns listade i Catalogue of Life.